# Ras Karkar
Ras Karkar, en arabe : رأس كركر, est un village du gouvernorat de Ramallah et Al-Bireh en Palestine. Il est situé à 11 km au nord-ouest de Ramallah et au centre de la Cisjordanie.
Selon le recensement du bureau central palestinien des statistiques, la localité compte une population de 1 956 habitants en 2017.